# Haloragaceae
Famille
Classification APG III (2009)
La famille des Haloragacées ou Haloragidacées est constituée de plantes dicotylédones ; elle comprend une centaine d'espèces réparties en 8-9 genres.
Ce sont des plantes herbacées, des arbustes, majoritairement aquatiques pérennes, hétérophylles quand aquatiques, aux feuilles pennatilobées en verticille, aux épis floraux émergents, aux fleurs minuscules, des régions tempérées à tropicales.
En France elle est représentée par le genre Myriophyllum avec 3 espèces.

## Étymologie
Le nom vient du genre-type Haloragis qui est la forme latinisée du grec άλας / halas, sel, mer, et ρόγες / rhoges, baie de raisin, en référence au lieu de la première découverte d'une espèce de ce genre, sur une plage, et de ses fruits globuleux.

## Classification
La classification phylogénétique situe cette famille dans l'ordre des Saxifragales.

## Liste des genres
Selon Angiosperm Phylogeny Website (27 avr. 2010) :
- Glischrocaryon (en) Endl.
- Gonocarpus (en) Thunb.
- Haloragis (en) J.R.Forst. & G.Forst.
- Haloragodendron (es) Orchard
- Laurembergia (es) Bergius
- Meziella (pt) Schindl.
- Myriophyllum L.
- Proserpinaca (en) L.
- Vinkia Meijden

Selon NCBI (27 avr. 2010) :
- Glischrocaryon
- Gonocarpus
- Haloragis
- Haloragodendron
- Laurembergia
- Meionectes
- Meziella
- Myriophyllum
- Proserpinaca

Selon ITIS (27 avr. 2010) :
- Gonocarpus  Thunb.
- Haloragis  J.R. & G. Forst.
- Myriophyllum  L.
- Proserpinaca  L.

## Liste des espèces
Selon NCBI (27 avr. 2010) :
- genre Glischrocaryon
  - Glischrocaryon aureum
  - Glischrocaryon behrii
  - Glischrocaryon flavescens
  - Glischrocaryon roei
- genre Gonocarpus
  - Gonocarpus acanthocarpus
  - Gonocarpus benthamii
  - Gonocarpus elatus
  - Gonocarpus ephemerus
  - Gonocarpus eremophilus
  - Gonocarpus hexandrus
  - Gonocarpus humilis
  - Gonocarpus intricatus
  - Gonocarpus leptothecus
  - Gonocarpus longifolius
  - Gonocarpus mezianus
  - Gonocarpus micranthus
  - Gonocarpus montanus
  - Gonocarpus nodulosus
  - Gonocarpus oreophilus
  - Gonocarpus paniculatus
  - Gonocarpus pusillus
  - Gonocarpus salsoloides
  - Gonocarpus scordioides
  - Gonocarpus tetragynus
  - Gonocarpus teucrioides
  - Gonocarpus trichostachyus
  - Gonocarpus urceolatus
- genre Haloragis
  - Haloragis acutangula
  - Haloragis aspera
  - Haloragis dura
  - Haloragis erecta
  - Haloragis exalata
  - Haloragis eyreana
  - Haloragis foliosa
  - Haloragis glauca
  - Haloragis hamata
  - Haloragis heterophylla
  - Haloragis masatierrana
  - Haloragis odontocarpa
  - Haloragis scordioides
  - Haloragis serra
  - Haloragis stricta
  - Haloragis tenuifolia
  - Haloragis trigonocarpa
- genre Haloragodendron
  - Haloragodendron baeuerlenii
  - Haloragodendron gibsonii
  - Haloragodendron glandulosum
  - Haloragodendron lucasii
  - Haloragodendron monospermum
  - Haloragodendron racemosum
- genre Laurembergia
  - Laurembergia repens
- genre Meionectes
  - Meionectes brownii
- genre Meziella
  - Meziella trifida
- genre Myriophyllum
  - Myriophyllum alpinum
  - Myriophyllum alterniflorum
  - Myriophyllum amphibium
  - Myriophyllum aquaticum
  - Myriophyllum balladoniense
  - Myriophyllum caput-medusae
  - Myriophyllum coronatum
  - Myriophyllum crispatum
  - Myriophyllum decussatum
  - Myriophyllum dicoccum
  - Myriophyllum drummondii
  - Myriophyllum echinatum
  - Myriophyllum farwellii
  - Myriophyllum filiforme
  - Myriophyllum heterophyllum
  - Myriophyllum heterophyllum × Myriophyllum laxum
  - Myriophyllum hippuroides
  - Myriophyllum humile
  - Myriophyllum latifolium
  - Myriophyllum laxum
  - Myriophyllum limnophilum
  - Myriophyllum lophatum
  - Myriophyllum mattogrossense
  - Myriophyllum muelleri
  - Myriophyllum muricatum
  - Myriophyllum oguraense
  - Myriophyllum papillosum
  - Myriophyllum pedunculatum
  - Myriophyllum petraeum
  - Myriophyllum pinnatum
  - Myriophyllum propinquum
  - Myriophyllum quitense
  - Myriophyllum robustum
  - Myriophyllum salsugineum
  - Myriophyllum sibiricum
  - Myriophyllum simulans
  - Myriophyllum spicatum
  - Myriophyllum spicatum × Myriophyllum sibiricum
  - Myriophyllum tenellum
  - Myriophyllum tillaeoides
  - Myriophyllum trachycarpum
  - Myriophyllum triphyllum
  - Myriophyllum ussuriense
  - Myriophyllum variifolium
  - Myriophyllum verrucosum
  - Myriophyllum verticillatum
  - Myriophyllum votschii
- genre Proserpinaca
  - Proserpinaca palustris
  - Proserpinaca pectinata